# Lista personajelor din Generator Rex
Mai jos este reprezentată o listă a personajelor din Generator Rex.

## Personaje principale

### Rex
Rex este un adolescent obișnuit cu excepția faptului că își poate transforma corpul în tot felul de mașinării grozave. De exemplu, dacă trebuie să dea de pământ cu un EVO mare și urât, își poate face pumnii uriași sau își poate transforma brațul într-un lansator de proiectile. Sau, dacă se grăbește să ajungă undeva, poate construi o motocicletă care să meargă cu viteza fulgerului sau un propulsor cu care să zboare. Toate acestea sunt din cauza naniților. Aceste mașinării mici pot transforma unii oameni și unele animale în monștri numiți EVO, dar pe Rex îl transformă într-o echipă nimicitoare, formată dintr-un singur om. Evident, Rex nu se ocupă numai cu distrugerea lucrurilor. (Deși probabil că Șase l-ar contrazice),Rex își poate folosi naniții și ca să comunice sau să controleze celelalte mașinării. Asta îl ajută mult când trebuie să deschidă uși închise sau să spargă sisteme de securitate. Dar probabil că puterea lui cea mai importantă este că uneori poate să vindece monștrii EVO. Rex poate să extragă naniții „răi” și poate să facă un monstru EVO să revină la normal. Pentru că se ocupă de atacul și de apărarea supremă în lupta împotriva monștrilor EVO, Providența îl consideră pe Rex arma sa numărul unu. Aceasta este organizația fondată pentru a lupta împotriva monștrilor EVO și pentru a-i controla. Ei încearcă să îl țină pe Rex în frâu - bine spus „încearcă”. Dar i-au promis și că o sa îl ajute să afle despre trecutul lui pentru că și-a pierdut cumva toate amintirile. Rex nu are nici cea mai vagă idee cine este de fapt și de unde provine. Dar el vrea să afle. Și dacă între timp poate să salveze lumea de monștri EVO dezlănuiți, asta e cu-atât mai bine.

### Agentul Șase
Agentul Șase este o combinație între un agent secret și un ninja, dar mult mai distrugător decât aceștia. El este și un fel de bonă, pentru că Providența îl pune mereu să aibă grijă de Rex, dar nu îi place deloc când îi spun așa. Cine știe câte tipuri de luptă cunoaște? Rex l-a văzut mânuind săbiile cu mișcări pe care nu le-a întâlnit nici măcar la luptătorii kung fu. Rex speră că într-o zi o să îl învețe și pe el câteva mișcări. Câteodată, Șase face pe șeful cu Rex, dar el crede că asta e datoria lui. Totuși, în general este destul de tare, chiar dacă nu e cel mai vorbăreț tip pe care Rex îl cunoaște. 

### Bobo Hama
Bobo e cel care face ca lucrurile să fie interesante pe aici. Este mereu gata de distracție, mai ales dacă asta înseamnă să aranjeze câțiva băieți răi. Providența consideră câteodată că atitudinea lui Bobo îl poate influența pe Rex negativ, dar la ce altceva te poți aștepta de la o maimuță vorbitoare? Bobo este destul de bun la luptă. Desigur, de obicei are o atitudine de genul „mai întâi tragi, apoi pui întrebările”, dar Rex știe că poate conta mereu pe el să îi apere spatele.

### Noah
Noah este persoana potrivită când Rex simte nevoia să ia o pauză de la lupta împotriva monstruoșilor mutanți EVO și să găsească o viață normală. El este un prieten extraordinar, indiferent dacă ei joacă baschet, merg la plajă sau pur și simplu se relaxează.

### Doctor Holiday
Doctor Holiday este geniul intern al Providenței. Ea este expertă aproape în toate științele, dar principala sa preocupare sunt naniții. Asta înseamnă că Rex este subiectul ei preferat de testare. O fi testările dureroase, dar îl ajută pe Rex să își înțeleagă puterile și să îl prindă de unde le are.

### Cavalerul Alb
Cavalerul Alb este cel care ia deciziile în interiorul Providenței. De obicei e destul de morocănos, dar Rex îl poate tolera, cu condiția să nu îl deranjeze prea mult. Rex nu crede că a văzut pe cineva mai hotărât decât Cavalerul Alb să scape de monștrii EVO. În plus, pare să îi fie foarte frică să intre în contact cu naniții, cam la fel cum sunt personajele care au fobie de germeni. Din câte știe Rex, nu părăsește niciodată încăperea cu tehnologie avansată, dezinfectată, pe care o folosește ca birou.

## Antagoniști

### Van Kleiss
Van Kleiss este tipul de om de știință genial, dar sărit de pe fix și nebun, doar că mult mai monstruos și mult mai periculos. Corpul lui nu este stabil, așa că are nevoie permanentă de naniți proaspeți ca să supraviețuiască. Pentru asta, capturează mutanți EVO și face experimente pe ei. Conduce regatul numit Abis, unde poate să controleze tot ce îl conjoară: copacii, pământul, tot ce vrea. Este un tip pe care clar nu vrei să îl ataci pe propiul tău teritoriu. Dar, oricât de puternic ai fi când se află în Abis, se prăbușește complet dacă își părăsește pământul natal. Van Kleiss cunoaște multe secrete: secrete despre naniți și secrete despre Rex. Pretinde că știe toate detaliile despre trecutul lui și despre modul în care a ajuns să aibă puterile de acum. Rex este hotărât să afle cumva răspunsurile, dar nu știe dacă o să cadă vreodată la înțelegere cu un ciudat ca Van Kleiss.

### Bio-lupul
Deși Bio-lupul îi este extrem de loial stăpânului său, Van Kleiss, totuși, nu este tocmai un cățeluș prietenos. Puterile, viteza și viclenia sa inumane îl fac să fie un luptător de temut. Bio-lupul pare să fie conducătorul mai mult sau mai puțin conducătorul monștrilor EVO care lucrează pentru Van Kleiss. Aceștia sunt cunoscuți ca Haita. Când sunt singuri, fiecare dintre ei este dur, dar când acționează împreună, sunt aproape de neoprit. 

### Skalamandra
Skalamandra este o specie necunoscută și nimeni nu știe ce este cu adevărat. În orice caz, ce contează cu adevărat este momentul în care Skalamandra începe să tragă peste tot cu țepi de cristal.

### Breșa
Deși „școlărița cu patru brațe, îngrozitoare” nu este o descriere exactă a Breșei, nu se poate spune nici că o nedreptățește. Parcă e luată din casa bântuită. Are puterea să rupă realitatea și să creeze portaluri care pot face legătura între oricare două locuri, cam la fel ca teleportarea. Când Breșa este prin preajmă, nu se știe niciodată din ce parte poți fi atacat.

### Circe
Circe seamănă mult cu Rex. Pare o adoleșcentă obișnuită, până când începe să își folosească puterile. Dar după ce eliberează țipătul ei sonic, este o adevărată centrală de forță. Lucrează pentru Van Kleiss, dar Rex și-a dat seama că nu este întotdeauna de acord cu metodele lui. Problema este că se simte prea marginalizată în lumea reală și crede că Van Kleiss și Haita sunt singurii care o pot accepta. Rex nu știe dacă o va convinge vreodată să se alăture taberei lor dar va continua să încerce.